# الألماني الطيب
"الألماني الطيب" هو مصطلح ساخر يشير إلى المواطنين الألمان أثناء وبعد الحرب العالمية الثانية الذين زعموا أنهم لم يدعموا النظام النازي، لكنهم ظلوا صامتين ولم يقاوموا بطريقة ذات مغزى. يُستخدم المصطلح أيضًا لوصف أولئك الذين ادعوا جهلهم بـالهولوكوست وجرائم الحرب الألمانية.
يقول بول أو دوشارتاي وكريستيان شونفيلد بطريقة غير ساخرة أنه "بعد تقسيم ألمانيا في عام 1949، أصبح العثور على "ألمان طيبين" الذين ساعد سجلهم في إضفاء الشرعية على الدول الألمانية الجديدة، جانبًا أساسيًا من بناء أمة جديدة في ألمانيا ومعركة للـدعاية في هذا الصدد بين الدولتين الألمانيتين الشرقية والغربية.